# Америка (футбольный клуб, Жоинвили)
«Америка» (порт. América Futebol Clube) — бразильский футбольный клуб из города Жоинвили, штат Санта-Катарина.

## История
Клуб был основан 14 июля 1914 года. Первое собрание прошло в здании кинотеатра «Флореста» на улице Руа-ду-Принсипи. Учредителями выступили 14 человек, которые сформировали Совет директоров, в который вошли пять членов.
Клуб дважды проводил международные матчи. В 1942 году команда принимала парагвайский «Либертад» (1:5), а в 1949 году — австрийский «Рапид» из Вены (3:5).
В 1955 году клуб стал победителем турнира памяти Нельсона Майи Мачадо, одержав победу в финале над командой «Кашиас» со счётом 3:2.
Клуб пять раз становился чемпионом штата Санта-Катарина, последний титул был завоёван в 1971 году. Эта победа дала команде право на участие в Серии B — втором по силе дивизионе бразильского футбола, который в том году проводился впервые.
Среди самых известных игроков в истории клуба — члены сборной Бразилии Куарентинья, Бето Фускан и Лико. Пять раз игроки «Америки» становились лучшими бомбардирами штата: Никасиу (1947), Забот (1948), Бастиньо (1951), Рене (1952) и Маркос (1972).
В 1976 году клуб объединился с «Кашиасом», образовав новую команду под названием «Жоинвиль». После этого «Америка» прекратила существование на 10 лет и была возрождена в статусе любительского клуба.
С момента возобновления деятельности «Америка» 10 раз становилась чемпионом города Жоинвили (в последний раз — в 2018 году), дважды выигрывала чемпионат штата Санта-Катарина среди любителей и шесть раз — Кубок Северной Санта-Катарины.

## Достижения
- Чемпион Санта-Катарины (5): 1947, 1948, 1951, 1952, 1971
- Чемпион Жоинвиля (17): 1942, 1943, 1947, 1948, 1951, 1952, 1953, 1989, 1993, 1994, 1995, 1997, 1999, 2011, 2014, 2015, 2018